# Праздник Юманите
Праздник Юманите́ (фр. Fête de l'Humanité) — праздник газеты «Юманите́», учреждённый в 1930 году.
Праздник был учреждён известным французским коммунистом Марселем Кашеном; его основной целью была демонстрация «пролетарской солидарности». Средства, собранные в течение праздника, идут на финансирование газеты Юманите, а также на поддержку акций защиты прав трудящихся.
Праздник, широко известный во Франции как Праздник Юма (фр.  fête de l'Huma), — ежегодное событие, организуемое газетой в конце второй недели сентября. На нём широко представлены Французская коммунистическая партия и различные левые движения. В дополнение к политической деятельности фестиваль включает в себя множество культурных мероприятий и развлечений. Так, в разные годы на нём выступали такие исполнители, как Pink Floyd, The Who, Deep Purple, The Stooges, The Prodigy, Ska-P, Поль Робсон, Чак Берри, Лео Ферре, Леонард Коэн, Стиви Вандер, Джоан Баэз, Патти Смит, Нина Хаген, Ману Чао и Аврил Лавин. Праздник 2010 года привлек около 600 000 посетителей.